# Коміта II
Коміта II (італ. Comita II; — 1147) — 10-й юдик (володар) Арборейської юдикату у 1131—1147 роках. Заклав основи для піднесення держави.

## Життєпис
Походив з династії Лакон-Серра. Стосовно батьків точаться дискусії: за однією версією був сином юдики Костянтина I, за іншою — Гоннаріо II і молодшим братом Костянтина I. Перша згадка про Коміта сягає 1130 року, коли спільно з Костянтином I підтвердив союз з Пізанською республікою. 1131 року після смерті останнього успадкував владу в Арбореї. Невдовзі виступив проти Торреського юдикату, союзника Пізи.
1133 року папа римський Інокентій II розділив Сардинії в церковному підпорядкуванні між архієпископами Генуї та Пізи. При цьому Арборея повинна була вхадити до Пізанського архідіоцезу. З огляду на політичний вплив папства, це також означало зовнішню залежність Арбореї від Пізи. З огляду на це Коміта II уклав союз з Генуезькою республікою.
В наступні роки вів постійні війни проти Торреського юдикату, який був союзником Пізанської республіки. Ймовірно Коміта II також стикнувся з обмеження влади з боку брата або іншого рдича, якого в джерелах називають Торбено чи Орцокко. Зрештою юдик відновив свою владу (зробив співволодарем іншого родича Костянтина II, але 1145 року проти нього виступило пізанське військо під приводом виконання інтердикту, накладеного архієпископом Балдуїном Пізанським. Останнього також підтримав Бернард Клервоський.
У 1146 році зазнав поразки від Торресу і пізанців, після чого невдовзі помер. Новим юдиком став його брат Орцокко III.

## Родина
- Баризон (1125/1130—1186), юдик Арбореї
- Олена, дружина Костянтина III, юдика Галлури